# KV16
A KV16, no Vale dos Reis em Egito, é a tumba do faraó Ramessés I, fundador da décima nona dinastia. Ela foi descoberta por Giovanni Belzoni em outubro de 1817.
Como Ramessés I governou o Egito por menos de dois anos, sua tumba é muito pequena (apenas 29 metros), consistindo em duas escadas descendentes ligadas a dois corredores inclinados que conduzem à câmara do sarcófago. Assim como a tumba de Horemebe (KV57), a tumba é decorada com  O Livro das Portas. O sarcófago, ainda em sua câmara, é feito de quartzito vermelho. A múmia desta tumba foi eventualmente escondida no esconderijo de múmias TT320.